# Просвирнин, Юрий Георгиевич
Юрий Георгиевич Просвирнин  (20 ноября 1946 года, Курск — 24 августа 2016 года, Воронеж) — советский и российский юрист, профессор, заведующий кафедрой конституционного права России и зарубежных стран  юридического факультета Воронежского государственного университета.

## Биография
В 1972 году окончил юридический факультет Воронежского государственного университета, в том же году начал преподавательскую деятельность. В 1980 году под руководством декана юридического факультета ВГУ, профессора Виктора Степановича Основина защитил кандидатскую диссертацию на тему «Правовые гарантии деятельности народных депутатов». В 1998 году стал главой воронежского филиала ВЗФЭИ.
В 2002 году защитил докторскую диссертацию по теме «Теоретико-правовые проблемы информатизации в современном российском государстве».  В 2004 году получил учёное звание профессора.
Автор 131 научной работы, 42 учебно-методических работ, написал так же 14 монографий и 12 учебных пособий.

## Научные публикации
- Просвирнин Ю.Г. Информационное законодательство: современное состояние и пути совершенствования: монография. Воронеж: Изд-во Воронежского госуниверситета, 2000. 368 с.
- Просвирнин Ю.Г. Основы теории государства и права: учеб. пособ. Воронеж, Центр.-Чернозем. кн. изд-во, 2001. 78 с.
- Просвирнин Ю.Г. Теоретико-правовые проблемы информатизации в Российской Федерации. М.: Изд-во «Союз», 2002. 226 с.
- Просвирнин Ю.Г. Информационное право: учеб. пособ. Воронеж: Изд-во ВГУ, 2003. 632 с.
- Современные методы математического моделирования экономических и социальных процессов / Н.В. Концевая, Ю.Г. Просвирнин и др. Воронеж: ГОУВПО ВГТУ, 2006. 268 с.
- Открытость правосудия в России: проблемы и перспективы правового регулирования // Под ред. С.В. Кабышева и Н.Н. Чучелиной. М.: Формула права, 2007. 128 с. (в соавт.).
- Просвирнин Ю.Г. Наука информационного права: понятие и методология // Вестник ВГУ. Сер. Право. 2008. № 1 (4). С. 134–148.
- Просвирнин Ю.Г. Вопросы развития конституционного законодательства о праве граждан на доступ к информации (раздел монографии) // Личность. Ученый. Учитель: памяти профессора Виктора Степановича Основина / под ред. Т.Д. Зражевской. Воронеж: Изд-во Воронежского государственного университета, 2008. – С. 332–342.
- Просвирнин Ю.Г. Основы правового регулирования информационных технологий (раздел монографии) // Проблемы экономического роста в рыночной экономике. Воронеж: Изд-во ИИТОУЭР, 2009. С. 159–176.
- Просвирнин Ю.Г. Вопросы электронного правительства // Правовые реформы в современной России: значение, результаты, перспективы: материалы науч.-практ. конф., посв. 50-лет. юбилею юрид. фак. ВГУ, 20–21 нояб. 2008 г. Воронеж: Изд-во ВГУ, 2009. Вып. 5, ч. 2: Административное и муниципальное право. С. 380–400.
- Просвирнин Ю.Г. Информатизации органов местного самоуправления как фактор устойчивого развития региона (раздел монографии) // Проблемы экономического роста в рыночной экономике. Воронеж: Изд-во ИИТОУЭР, 2009. С. 207–237.
- Просвирнин Ю.Г. Правовой статус филиала вуза // Вестник ВГУ. Сер. Проблемы высшего образования. 2011. № 1. С. 108–111.
- Правовая информатика и основы информационного права: учеб.-метод. пособ. для вузов. Воронеж: Изд.-полиграф. центр ВГУ, 2011. 53 с. (в соавт. с В.Г. Просвирниным).
- Просвирнин Ю.Г. Проблемы информационной открытости органов власти // Правовая наука и реформа юридического образования: Науч.-практ. журн.: Конституционные обязанности государства / Под ред. Ю.Н. Старилова. Воронеж: Изд-во Воронеж. гос. ун-та, 2011. № 1 (24). С. 110–118.
- Просвирнин Ю.Г. Актуальные проблемы теории права, государства и судебной власти в условиях информатизации общества // Рос. судья. 2012. № 8. С. 31–36.
- Просвирнин Ю.Г. Информационное общество и демократия // Известия ЮЗГУ. 2012. № 2 (41), часть 2. С. 196–201.
- Просвирнин Ю.Г. Правовое обеспечение инновационного развития экономики (раздел монографии) // Проблемы модернизации и инновационного развития. Воронеж: НАУКА-ЮНИПРЕСС, 2012. С. 39–181.
- Просвирнин Ю.Г. Становление информационного общества в России // Актуальные проблемы социально-экономического развития экономических систем: матер. III всерос. науч.-практ. конф. 19–20 дек. 2012 г. Воронеж: Изд.-полиграф. центр «Научная Книга», 2013. С. 227–239.[3]